# Sukha-Söm
Sukha-Söm de son nom complet : Samdach Brhat Chao Maha Sri Vitha Lan Xang Hom Khao Luang Prabang Sukra Sumaya [Sukha Seum] est roi du royaume de Luang Prabang sous la suzeraineté du royaume du Siam de 1837 à 1850.

## Roi de Luang Prabang
Né vers 1797 sous le nom de « Suk'a-süm » c'est-à-dire « Heureux » il est fils aîné du roi Manthaturath, il lui succède après sa mort le 7 mars 1837. Toutefois comme il est otage du royaume de Siam à Bangkok et n'est reconnu et autorisé à retourner à Luang Prabang qu'en 1838 ; il doit y attendre presque trois ans son investiture en 1839. Pendant ce temps le royaume est dirigé par son oncle le vice-roi Un-Kéo. Sous son règne l'immigration des Mèo s'intensifie dans le royaume. Il meurt dans son palais de Xieng-Mén, le 23 septembre 1850 bien qu'il laisse six fils et neuf filles, il a comme successeur, avec l'assentiment des siamois, son frère cadet Chantharath.